# Кленки (Куп'янський район)
Кленки — колишнє село в Куп'янському районі Харківської області, підпорядковувалося Смородьківській сільській раді.
1977 року в селі проживало 30 людей. Дата зникнення невідома — до 1986 року.
Село знаходилося за 2 км західніше Смородьківки, за 1 км від Самборівки. Кленківкою протікає пересихаючий струмок із загатами, котрий за 2 км стає правою притокою Куп'янки.

## Принагідно
- Історія міст і сіл УРСР
- Вікімапія
- Прадідівська слава